# Museo Ángel Orensanz y Artes de Serrablo
El Museo Ángel Orensanz y Artes de Serrablo es un museo etnológico situado en el Puente de Sabiñánigo, provincia de Huesca, Aragón España.

## Historia
Emplazado en un edificio típico del Pirineo aragonés del siglo XIX llamado Casa Batanero, se inaugura en 1979 fruto de la colaboración entre la Asociación Amigos de Serrablo, el escultor Ángel Orensanz y el Ayuntamiento de Sabiñánigo.
Esta institución cultural fue creada por el Ayuntamiento de Sabiñánigo en su sesión plenaria del 4 de enero de 1978. Inaugurada en agosto de 1979, se forma de dos colecciones fundacionales: la del escultor Ángel Orensanz -que donó la casa y un conjunto de sus obras- y la de la Asociación «Amigos de Serrablo» que ofrecía una completa colección de la artesanía popular de la comarca serrablesa.
El museo se guía por un Ideario que hace que de una cultura arcaica y local se parta hacia unos planteamientos universales, en los que la idea de “museo vivo” es un objetivo permanente. El propio museo es punto de partida o “kilómetro 0” de senderos marcados a través del paisaje y los pueblos abandonados de la zona, además de la Ruta de Iglesias de Serrablo. Por este aspecto, y por estar instalado en una casa representativa de la arquitectura popular del Pirineo, se puede decir que estamos ante un ecomuseo, en el que no falta incluso, un jardín etnobotánico.
Pero aunque se trata pues de un museo etnológico global, sin embargo existen una serie de secciones que merecen la pena ser destacadas, como la agrícola, la pastoril, la textil, la dedicada a la infancia, a la medicina popular, la de música tradicional del Pirineo, la de religiosidad popular y romerías, la de dibujo etnológico de Julio Gavín, o la de arquitectura popular.
Todo ello se complementa con una sala de audiovisuales y una biblioteca especializada que lleva el nombre del ilustre etnólogo Rafael Andolz y una sala dedicada a la obra del escultor Ángel Orensanz. Existen, además, otras dos salas dedicadas a la labor antropológica de Julio Caro Baroja y de Antonio Beltrán Martínez.
Por otra parte, el museo constituye un foco de constante actividad cultural, destacando las Beiladas de las noches de viernes de diciembre; el Premio Internacional de escultura Ángel Orensanz, de carácter bianual; además de una colección de libros, "A Lazena de yaya", que coeditada con el Instituto de Estudios Altoaragoneses, desarrolla las investigaciones antropológicas que realiza el equipo de voluntarios y voluntarias que dan vida al museo

## Instalaciones
La casa-museo consta de 680 m² en tres plantas:
- Baja: enseres y dependencias de una casa pineraica; herrería, corral, telar, bodega, horno
- Primera: cocina, hogar, recibidor, dormitorio, textil
- Segunda: Sala del diablillo Pedrón, sala de Ángel Orensanz

A lo largo de los años se han realizado diversas ampliaciones:
- Baja: Arquitectura popular
- Primera: biblioteca etnológica "Rafael Andolz", religiosidad popular
- Segunda: ciclo de la vida, iglesias de Serrablo, dibujo etnológico de Julio Gavín

Periódicamente se celebran exposiciones, charlas y reuniones artísticas, así como servir de centro de estudios e investigación.